# Černý důl
Černý důl este o arie protejată (arie specială de conservare — SAC, sit de importanță comunitară — SCI) din Republica Cehă întinsă pe o suprafață de 3,74 ha, integral pe uscat.

## Localizare
Centrul sitului Černý důl este situat la coordonatele 49°47′51″N 17°41′41″E / 49.7975°N 17.694722°E.

## Înființare
Situl Černý důl a fost declarat sit de importanță comunitară în aprilie 2005 pentru a proteja 1 specie de animale. Situl a fost protejat și ca arie specială de conservare în iulie 2012.

## Biodiversitate
Situată în ecoregiunea continentală, aria protejată nu include niciun habitat protejat.
La baza desemnării sitului se află o specie protejată de  mamifere: liliac cârn (Barbastella barbastellus).